# Comuna Solonceakî, Oceac
Solonceakî (în ucraineană Солончаки) este o comună în raionul Oceac, regiunea Mîkolaiiv, Ucraina, formată din satele Dniprovske și Solonceakî (reședința).

## Demografie
Componența lingvistică a comunei Solonceakî
     Ucraineană (88,61%)
     Rusă (9,47%)
     Alte limbi (0,84%)
Conform recensământului din 2001, majoritatea populației comunei Solonceakî era vorbitoare de ucraineană (88,61%), existând în minoritate și vorbitori de rusă (9,47%).